# Die Religionen der Menschheit
Die Religionen der Menschheit ist eine seit 1960 im Kohlhammer Verlag in Stuttgart erscheinende Buchreihe, in der eine möglichst breite Erfassung der größeren Religionen angestrebt wird. Die aus Beiträgen internationaler Fachvertreter bestehende Reihe wurde von Christel Matthias Schröder (1915–1996) begründet und wird derzeit von Peter Antes, Burkhard Gladigow, Martin Greschat und Jörg Rüpke herausgegeben. Einzelne Bände sind inzwischen in einer überarbeiteten Auflage erschienen. Die Buchreihe ist auf 36 Bände konzipiert. Die in frühen Bänden des Werkes angekündigte Konzeption des Werkes wurde nicht in allen Punkten beibehalten.

## Übersicht
- Bd. 1: Erscheinungsformen und Wesen der Religion. Von Friedrich Heiler. 1961 (2., verb. Auflage 1979)
- Bd. 2: Die Religionen in vorgeschichtlicher Zeit. Von Ina Wunn. 2005
- Bd. 3: Die Religionen Nordeurasiens und der amerikanischen Arktis. Von Ivar Paulson, Åke Hultkrantz, Karl Jettmar. 1962
- Bd. 4,1: Die Religionen des Hindukusch. Von Karl Jettmar. 1975
- Bd. 4,2 (geplant): Die Religionen des Himalaya.
- Bd. 4,3: Die vorislamischen Religionen Mittelasiens. Von Karl Jettmar, Ellen Kattner (Hgg.). 2003
- Bd. 4,4 (geplant): Die Religionen des Kaukasus.
- Bd. 5,1: Die Religionen Indonesiens. Von Waldemar Stöhr, Piet Zoetmulder. 1965
- Bd. 5,2: Die Religionen der Südsee und Australiens. Von Hans Nevermann, Ernest A. Worms, Helmut Petri. 1968
- Bd. 6: Die Religionen Afrikas. Von Ernst Dammann. 1963
- Bd. 7: Die Religionen des alten Amerika. Von Walter Krickeberg, Hermann Trimborn, Werner Müller, Otto Zerries. 1961.
- Bd. 7,1: Indigene Religionen Südamerikas. Herausgegeben von Mark Münzel. 2021.
- Bd. 8: Ägyptische Religion. Von Siegfried Morenz. 1960
- Bd. 8 (Neubearbeitung): Die Religionen des Alten Ägypten. Von Christiane Zivie-Coche, Françoise Dunand. 2012
- Bd. 9 (geplant): Religionsgeschichte Mesopotamiens.
- Bd. 10,1: Religionsgeschichte Anatoliens. Vom Ende des dritten bis zum Beginn des ersten Jahrtausends. Von Manfred Hutter. 2021.
- Bd. 10,2: Die Religionen Altsyriens, Altarabiens und der Mandäer. Von Hartmut Gese, Maria Höfner, Kurt Rudolph. 1970
- Bd. 11: Die Religionen Indiens I. Veda und älterer Hinduismus. Von Jan Gonda. 1960 (2., überarb. u. erg. Auflage 1978)
- Bd. 12: Die Religionen Indiens II. Der jüngere Hinduismus. Von Jan Gonda. 1963
- Bd. 13: Die Religionen Indiens III. Buddhismus – Jinismus – Primitivvölker. Von André Bareau. 1964
- Bd. 14: Die Religionen Irans. Von Geo Widengren. 1965
- Bd. 15: Griechische Religion der archaischen und klassischen Epoche. Von Walter Burkert. 1977. 2., überarbeitete und erweiterte Auflage 2010.
- Bd. 16,1 (geplant): Die nichtrömischen Religionen des alten Italien.
- Bd. 16,2: Religion in the Roman Empire. Herausgegeben von Jörg Rüpke und Greg Woolf. 2021.
- Bd. 17 (geplant): Die Religionen des Hellenismus in Griechenland und Vorderasien bis zum Ausgang der Antike.
- Bd. 18: Keltische Religion. Von Jan de Vries. 1961
- Bd. 19,1: Germanische und baltische Religion. Von Åke Viktor Ström, Haralds Biezais. 1975
- Bd. 19,2 (geplant): Slawische Religion.
- Bd. 20: Die Religionen Tibets und der Mongolei. Von Giuseppe Tucci. 1970
- Bd. 21: Die Religionen Chinas. Von Werner Eichhorn. 1973
- Bd. 22,1: Die Religionen Koreas. Von Frits Vos. 1. Auflage 1977
- Bd. 22,2: Religionsgeschichte Japans. Von Michael Pye. 2022.
- Bd. 23: Die Religionen Südostasiens. Von András Höfer, Gernot Prunner, Erika Kaneko, Louis Bezacier, Manuel Sarkisyanz. 1975
- Bd. 24,1: Der Buddhismus I: Der indische Buddhismus und seine Verzweigungen. Von Heinz Bechert u. a. 2000
- Bd. 24,2: Der Buddhismus II: Theravāda-Buddhismus und tibetischer Buddhismus. Herausgegeben von Manfred Hutter. 2016.
- Bd. 24,3: Der Buddhismus III: Ostasiatischer Buddhismus und Buddhismus im Westen. Herausgegeben von Manfred Hutter. 2018.
- Bd. 25,1: Islam I: Mohammed und die Frühzeit, islamisches Recht, religiöses Leben. Von William Montgomery Watt, Michael Marmura. 1980.
- Bd. 25,1 (Neubearbeitung): Islam I. Entstehung, Konfessionen, Dynastien. Herausgegeben von Georges Tamer. 2023.
- Bd. 25,2: Islam II: Politische Entwicklungen und theologische Konzepte. Von William Montgomery Watt. 1985.
- Bd. 25,2 (Neubearbeitung): Islam II. Geistesgeschichte, Lebensformen, Regionen (geplant).
- Bd. 25,3: Islam III: Islamische Kultur, zeitgenössische Strömungen, Volksfrömmigkeit. Von Annemarie Schimmel u. a. 1990.
- Bd. 25,3 (Neubearbeitung): Islam III. Vom 19. Jahrhundert bis heute. Herausgegeben von Peter Antes. 2022.
- Bd. 26: Israelitische Religion. Von Helmer Ringgren. 1963 (2., verb. und mit einem Nachtrag versehene Auflage 1982)
- Bd. 27: Das Judentum. Von Günter Mayer u. a. 1994
- Bd. 27,1: Judaism I: History. Von Michael Tilly und Burton Visotzky. 2020
- Bd. 27,2: Judaism II: Literature. Von Michael Tilly und Burton Visotzky. 2020
- Bd. 27,3: Judaism III: Culture and Modernity. Von Michael Tilly und Burton Visotzky. 2020
- Bd. 28: Christentum I. Von den Anfängen bis zur konstantinischen Wende. Von Dieter Zeller (Hg.). 2002
- Bd. 29: Christentum II. Die Kirchen der alten Christenheit. Von Carl Andresen. 1971
- Bd. 29,1 (geplant): Christentum II,1: Die Entfaltung nationaler christlicher Kirchen (4.–5. Jahrhundert).
- Bd. 29,2: Christentum II,2: Das orientalische Christentum. Von Wolfgang Hage. 2007
- Bd. 30,1: Christentum III: Das Christentum des Ostens. Von Peter Kawerau. 1972
- Bd. 30,1 (Neubearbeitung, geplant): Christentum III,1: Europäisches Mittelalter und christliche Kultur (6.–13. Jahrhundert).
- Bd. 30,2 (geplant): Orthodoxes Christentum.
- Bd. 31: Christentum IV: Zwischen Mittelalter und Neuzeit (1378–1552). Von Francis Rapp. 2006
- Bd. 32: Geschichte des globalen Christentums. Teil 1: Frühe Neuzeit. Herausgegeben von Jens Holger Schjørring und Norman A. Hjelm. 2017.
- Bd. 33: Geschichte des globalen Christentums. Teil 2: 19. Jahrhundert. Herausgegeben von Jens Holger Schjørring und Norman A. Hjelm. 2017.
- Bd. 34: Geschichte des globalen Christentums. Teil 3: 20. Jahrhundert. Herausgegeben von Jens Holger Schjørring, Norman A. Hjelm und Kevin Ward. 2018.
- Bd. 35,1–5 (geplant): Neue religiöse Bewegungen.